# Колумбійські плавні

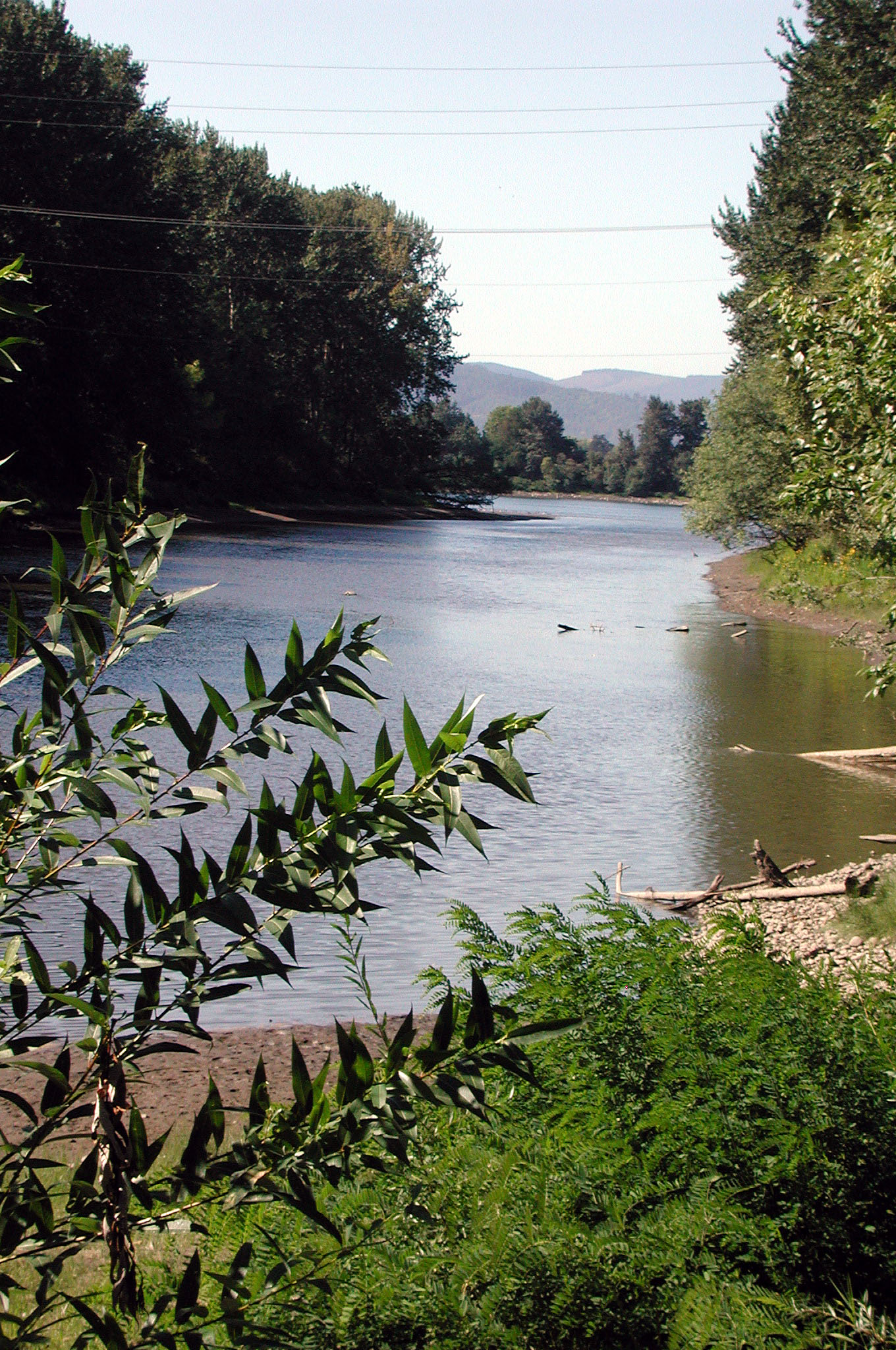
Колумбійське болото у гирлі

Колумбі́йські пла́вні, або Кола́мбія-Слу — система озер й боліт у низовині лівого берегу річки Колумбія у агломерації Портленда, що впадають у річку Вілламетт довжиною 31 км.
Сточище становить приблизно 132 км². Середній стік — 2,9 м³/сек. Свій початок бере у гирла річки Сенді.
5 відсотків орегонців (158 тис. осіб) мешкають у сточищі Колумбійського болота. У межах сточища болота знаходяться додаткові водопостачальні криниці системи водопостачання Портланда. На підприємствах у зоні сточища Колумбійського болота працює 57 тисяч осіб.

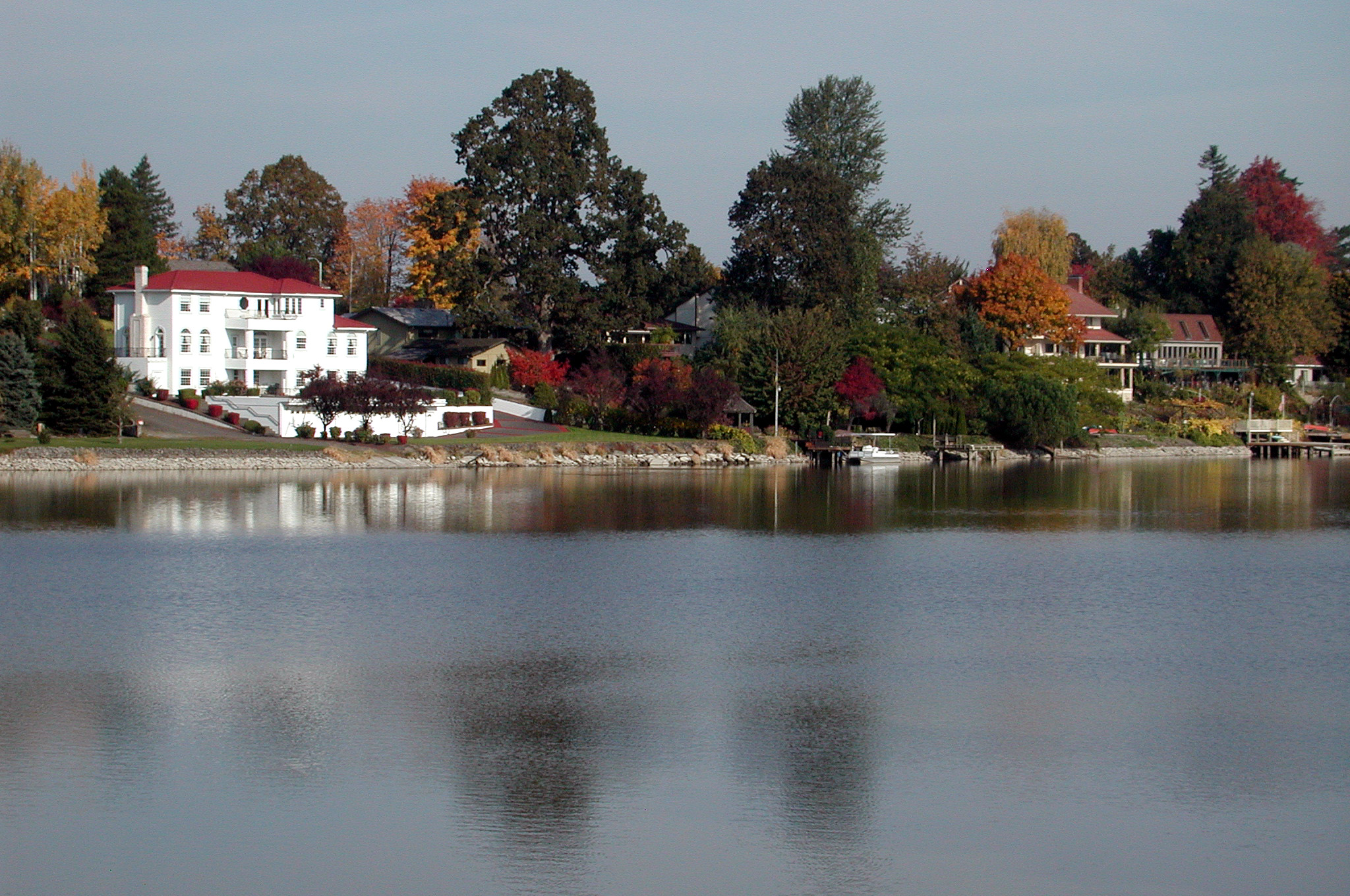
Озеро Феєрв'ю, перша частина Колумбійського болота в напрямку на північний схід

Заселення земель у болота йшло на підвищеннях на півдні. До побудови у 1952 році очисних споруд каналізація зливалася у болото, що знищувало флору й фауну. На землях низовини болота на захід від сучасного 5-ого шосе у 1943 році було побудоване державне місто Ванпорт, у яке заселили будівників військових доків, переважно негрів з південного сходу США. 1948 місто з населенням 18,5 тис. осіб було зруйновано повінню й більше ніколи не відбудоване.
Міські й штатні природоохоронні установи проводять нагляд й очищення болота. Зараз тут є 150 видів птахів, 26 видів риби, тварини, у тому числі видри, бобри й койоти.
| США | Це незавершена стаття з географії США. Ви можете допомогти проєкту, виправивши або дописавши її. |